# Трости
Трости — хутор в Конышёвском районе Курской области России. Входит в состав Прилепского сельсовета.

## География
Хутор находится на реке Платавка (левый приток Свапы), в 53 км от российско-украинской границы, в 68 км к западу от Курска, в 7,5 км к юго-западу от районного центра — посёлка городского типа Конышёвка, в 7,5 км от центра сельсовета — деревня Прилепы.
Климат
Трости, как и весь район, расположен в поясе умеренно континентального климата с тёплым летом и относительно тёплой зимой (Dfb в классификации Кёппена).
Часовой пояс
Хутор Трости, как и вся Курская область, находится в часовой зоне МСК (московское время). Смещение применяемого времени относительно UTC составляет +3:00.

## Население
| 2002 | 2010 |
| ---- | ---- |
| 23   | ↘14  |

## Инфраструктура
Личное подсобное хозяйство. В хуторе 19 домов.

## Транспорт
Трости находится в 51 км от автодороги федерального значения М3 «Украина» (Москва — Калуга — Брянск — граница с Украиной), в 53,5 км от автодороги М2 «Крым» (Москва — Тула — Орёл — Курск — Белгород — граница с Украиной, с подъездами к Туле, Орлу, Курску, Белгороду и историко-архитектурному комплексу «Одинцово»), в 40 км от автодороги А142 (Тросна — М-3 «Украина»), в 29,5 км от автодороги регионального значения 38К-038 (Фатеж — Дмитриев), в 6,5 км от автодороги 38К-005 (Конышёвка — Жигаево — 38К-038), в 1,5 км от автодороги 38К-023 (Льгов — Конышёвка), в 1,5 км от автодороги межмуниципального значения 38Н-729 (Ширково — Хрылёвка — Шустово), в 5,5 км от ближайшего ж/д остановочного пункта Марица (линия Навля — Льгов I).
В 159 км от аэропорта имени В. Г. Шухова (недалеко от Белгорода).